# Лядова Олена Ігорівна
Олена Ігорівна Лядова (нар.. 25 грудня 1980, Моршанск, Тамбовська область, РРФСР, СРСР) — російська акторка театру і кіно. Триразова лауреатка премій «Ніка» і «Золотий орел», володарка призу Московського кінофестивалю за найкращу жіночу роль (2015) і премії «ТЕФІ» (2016).

## Життєпис
Народилася 25 грудня 1980 року в місті Моршанську Тамбовської області. Потім сім'я переїхала в Одинцово Московської області. Там Олена пішла в перший клас.
Закінчила Вище театральне училище імені М. С. Щепкіна в 2002 році і була прийнята в трупу Московського театру юного глядача, де пропрацювала 10 років, виконавши головні ролі в спектаклях режисерки Генрієтти Яновської «Трамвай „Бажання“» (2005) режисера Кама Гінкаса «Роберто Зукко» (2007) та інші ролі.
У 2012 році удостоєна «Золотого орла» і «Ніки» в номінації «Найкраща жіноча роль другого плану» за роль дочки головного героя у фільмі Андрія Звягінцева «Олена». Через два роки знову отримала «Золотого орла» і «Ніку» в номінації «Найкраща жіноча роль» за роль дружини головного героя у фільмі режисера Олександра Велединського «Географ глобус пропив». У 2015 році знову була відзначена цими преміями за роль у фільмі «Левіафан».

### Особисте життя
У 2015 році одружилася з партнером по фільму «Левіафан» Володимиром Вдовиченковим.

## Ролі в театрі
- 2005 — «Трамвай „Бажання“», реж. Генрієтта Яновська — Стелла
- 2007 — «Роберто Зукко», реж. Кама Гінкас — дівчинка

## Фільмографія
| Рік  |    | Назва                 | Роль                     |    |
| ---- | -- | --------------------- | ------------------------ | -- |
| 2005 | ф  | Космос як передчуття  | Римма                    | ру |
| 2005 | ф  | Собака Павлова        | Ксюша                    | ру |
| 2005 | ф  | Солдатський декамерон | Марина                   | ру |
| 2007 | ф  | Вигнання              | Віра (голос) </ small>   | ру |
| 2007 | с  | Заповіт Леніна        | Галина Коваль            | ру |
| 2008 | ф  | Захист                | Тетяна Калитіна          | ру |
| 2009 | с  | Брати Карамазови      | Грушенька                | ру |
| 2009 | ф  | Бубен, барабан        | подруга                  | ру |
| 2009 | с  | Повернення Синдбада   | Еля Шахова               | ру |
| 2009 | с  | Зниклі                | Галка                    | ру |
| 2009 | тф | Любка                 | Любка                    | ру |
| 2009 | ф  | Кохання на сіні       | Надя Лемешева            | ру |
| 2009 | с  | Московський дворик    | Свєтка                   | ру |
| 2010 | тф | Коли зацвіте багно    | Анна Сєдова              | ру |
| 2010 | тф | Щур                   | Наталя Сорокіна-Лефабье  | ру |
| 2010 | ф  | Заметіль              | Маша                     | ру |
| 2010 | тф | Полон пристрасті      | Марія (Мура) Закревська  | ру |
| 2011 | ф  | Олена                 | Катерина                 | ру |
| 2011 | тф | Биття серця           | Ніна Ільїна              |    |
| 2011 | ф  | Я дочекаюся           | Клава Синцова            | ру |
| 2012 | с  | Інкасатори            | Віра                     | ру |
| 2012 | с  | Відрив                | Рада                     | ру |
| 2012 | с  | Час Синдбада          | Еля Шахова               | ру |
| 2012 | ф  | Соло на саксофоні     | Віка                     | ру |
| 2013 | ф  | Вдачлива              | Ірина Боярова            | ру |
| 2013 | ф  | Географ глобус пропив | Надя, дружина Служкін    | ру |
| 2013 | с  | Попіл                 | Рита                     | ру |
| 2014 | ф  | Левіафан              | Лілія Сергєєва           | ру |
| 2015 | с  | Зради                 | Ася                      | ру |
| 2015 | ф  | Орлеан                | Лідка                    | ру |
| 2016 | ф  | День до               | Лариса                   | ру |
| 2017 | ф  | Рубіж                 | Марія Шурова             | ру |
| 2018 | ф  | Макмафія              | Ірина, співробітниця ФСБ | ру |
| 2018 | ф  | Довлатов              | молода редакторка        | ру |
| 2019 | ф  | Тварина               | Поліна                   | ру |

## Нагороди і номінації
- Приз за найкращу жіночу роль на фестивалі «Амурська осінь» (2006, за фільм «Собака Павлова»)
- Номінація на премію «Золотий орел» за найкращу жіночу роль на телебаченні (2010, «Брати Карамазови»)
- Премія «Золотий орел» в категорії «Найкраща жіноча роль другого плану» (2012, за фільм «Олена»)[3]
- Премія «Ніка» в категорії «Найкраща жіноча роль другого плану» (2012, за фільм «Олена»)
- Приз за найкращу жіночу роль на VI кінофестивалі «Схід & Захід. Класика і Авангард» в Оренбурзі за фільм (2013, за фільм «Географ глобус пропив»)[4]
- Приз за найкращу жіночу роль на 21-му фестивалі російського кіно в Онфлері[5] (2013, за фільм «Географ глобус пропив»)
- Премія «Золотий орел» в категорії «Найкраща жіноча роль в кіно» (2014, за фільм «Географ глобус пропив»)
- Премія «Ніка» за найкращу жіночу роль (2014, «Географ глобус пропив»)
- XXII кінофестиваль «Віват кіно Росії!» (Санкт-Петербург)[6] — приз «За найкращу жіночу роль» («Географ глобус пропив»)
- Премія «Білий слон» Гільдії кінознавців і кінокритиків Росії за найкращу жіночу роль (2014, «Географ глобус пропив»)[7]
- Премія «Золотий орел» за найкращу жіночу роль (2015, «Левіафан»)
- Премія «Білий слон» Гільдії кінознавців і кінокритиків Росії за найкращу жіночу роль (2015, «Левіафан»)[8]
- Премія «Ніка» за найкращу жіночу роль (2015, «Левіафан»)
- Приз «Срібний Святий Георгій» за найкращу жіночу роль на XXXVII Московському міжнародному кінофестивалі (2015, «Орлеан»)[9]
- Премія «ТЕФІ» за найкращу жіночу роль (2016, телесеріал «Зради»)[10]